# ラティーナ (音楽マガジン)
ラティーナはかつて存在した音楽雑誌または現存するネット上の音楽情報マガジン。

## 概要
1952年、タンゴの愛好家による中南米音楽研究会が同人雑誌「中南米音楽」を創設。ワールドミュージック全体を包括する雑誌として成長していった。1994年、中南米音楽社員の本田健治が事業を継承する形で株式会社ラティーナを立ち上げ、「月刊ラティーナ」として発行を続けた。2020年5月号を最終号として紙媒体での発行を休刊。2020年8月から配信プラットフォームサイトnote上で「e-magazine LATINA」として復活した。

## 引用
1. ↑  “ラテン音楽の「聖地」、休刊〔敗軍の将、兵を語る〕”. 日経ビジネス電子版. 2020年12月13日閲覧。